# Kilroy was here

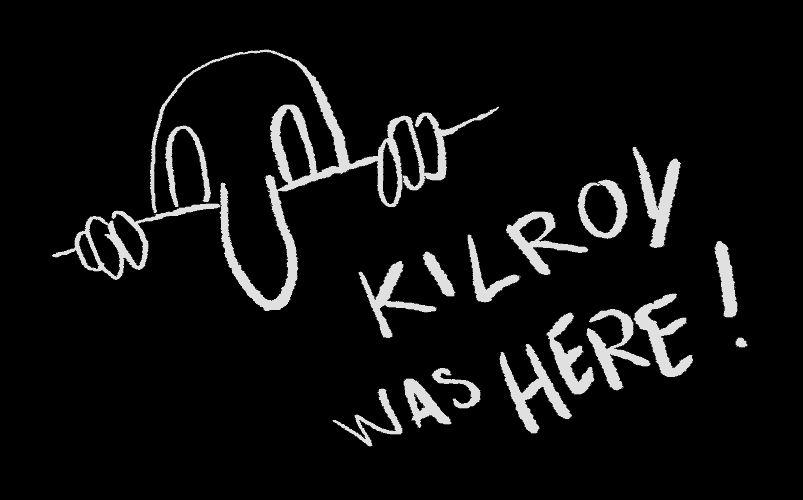
Le graffiti « Kilroy was here » redessiné.

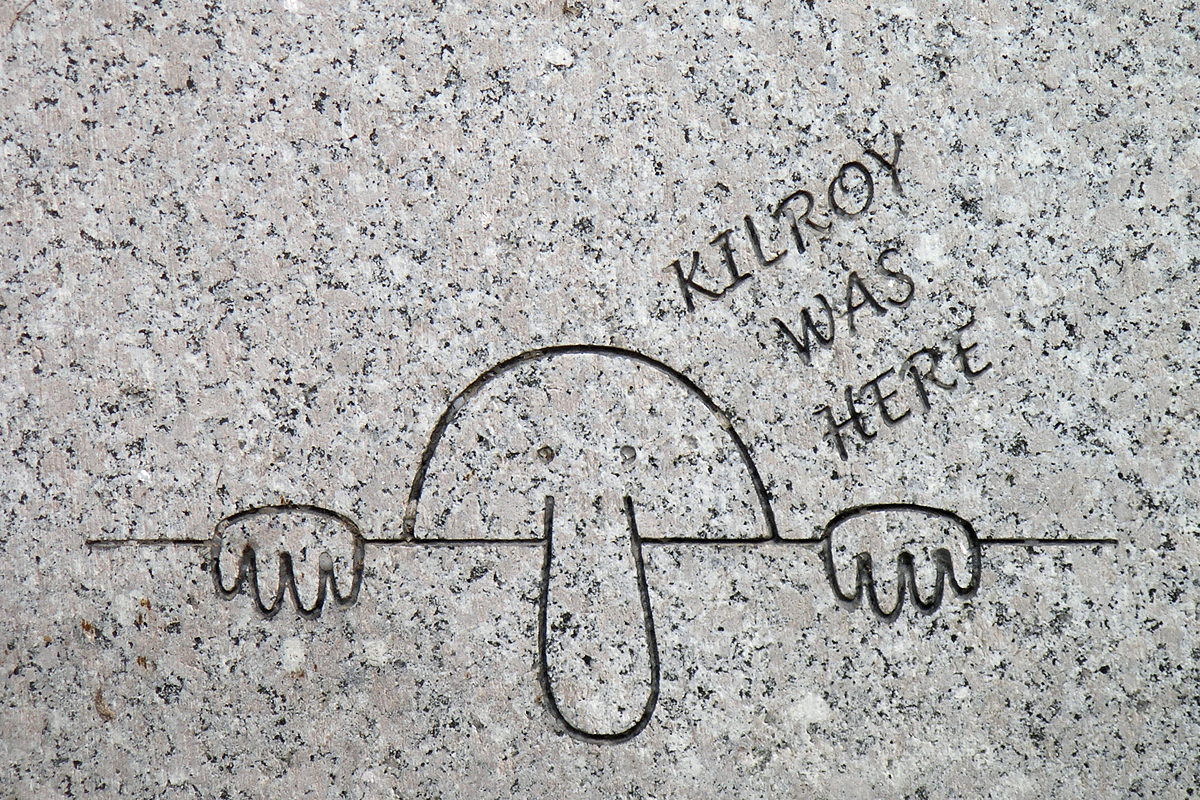
Le graffiti gravé sur le National World War II Memorial de Washington.

Cet article concerne le graffiti. Pour le film de Kevin Smith, voir Killroy Was Here (film).
Kilroy was here est un célèbre graffiti qui est apparu au cours de la Seconde Guerre mondiale. Il se compose généralement d'un dessin schématique représentant un personnage avec un gros nez, timidement caché derrière un mur, et du texte en anglais : « Kilroy was here » (« Kilroy était là »).

## Historique
Pendant la Seconde Guerre mondiale, alors que les troupes américaines progressaient, elles avaient la surprise de découvrir que l'inscription « Kilroy was here » (« Kilroy était ici ») les avait précédées. La légende d'un super-GI dénommé Kilroy a été entretenue par les troupes qui, par jeu, se sont employées à écrire « Kilroy was here » dans les endroits les plus incongrus, les plus inaccessibles ou les plus risqués, jusqu'au fond des cales d'un sous-marin.
Beaucoup de sources situent l'origine de l'inscription à 1939,,. Des exemples plus anciens de 1937 n'ont pas pu être vérifiés.
La célébrité de ce graffiti est allée jusqu'à Staline qui, pendant la conférence de Potsdam, aurait demandé à son assistant, en russe : « Qui est Kilroy ? ».
Après guerre, un concours a été lancé par l'American Public Transportation Association (en) pour retrouver l'auteur des graffitis d'origine. Une quarantaine de personnes se seraient présentées mais c'est James J. Kilroy (en), inspecteur sur les bateaux de l'armée (qui laissait une trace de son passage en salle des machines en écrivant son nom à la craie), qui a gagné le concours et remporté le lot : un authentique wagon de tramway. On pense que c'est James J. Kilroy qui est à l'origine de l'expression, l'utilisant lors de ses vérifications de navires au chantier naval Fore River de Quincy.
Par la suite, et notamment sur les champs de bataille de l'armée américaine, de nombreuses mains anonymes se sont amusées à écrire « Kilroy was here ».

### Autres versions
Une version australienne a priori antérieure existe sous le nom Foo was here, mais sans inscription. Une variante anglaise propose Mr. Chad pour le nom du personnage.

## Dans la culture populaire

Filtre passe-bande Kilroy.

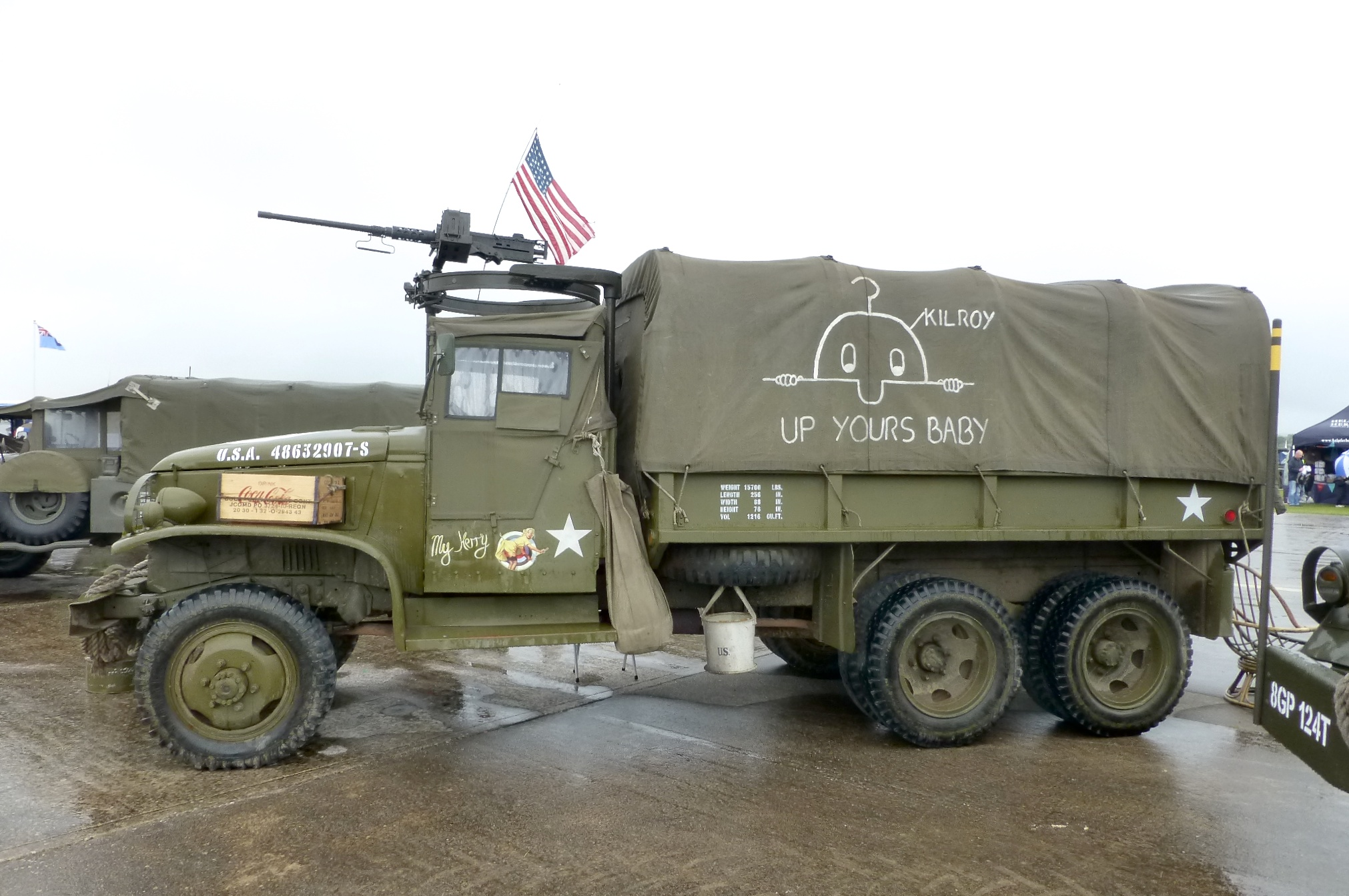
Le graffiti sur un camion de l'US Army.

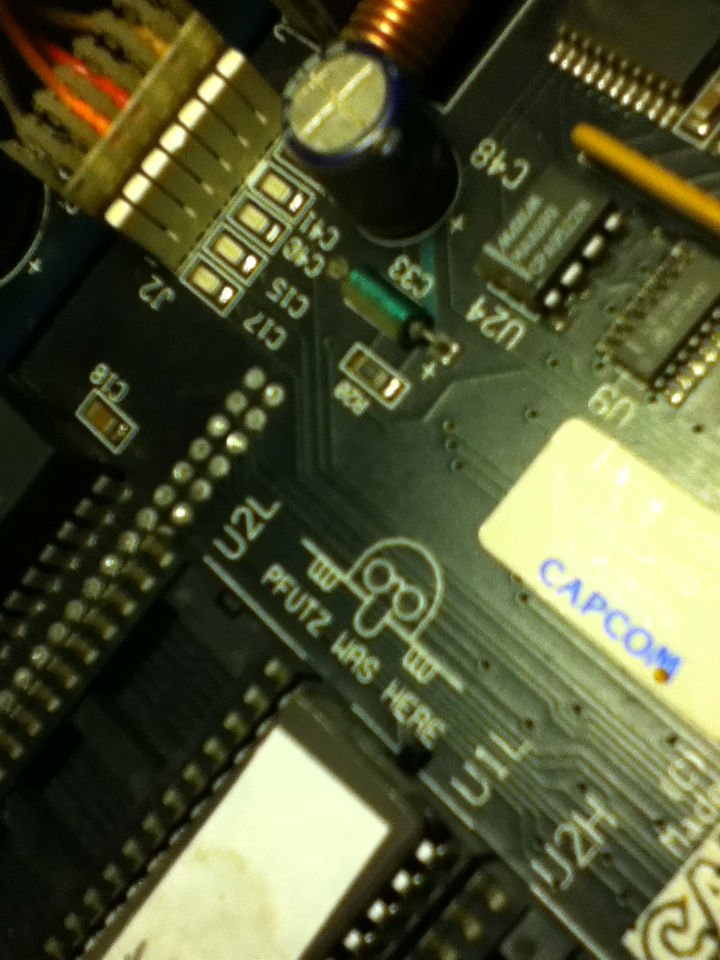
Reprise humoristique et remaniée du graffiti (PFUTZ WAS HERE) gravé sur la carte-mère d'un flipper Capcom de 1996.

### Littérature
- Dans la nouvelle Le Message (1955) d'Isaac Asimov, celui-ci propose l'explication suivante : Kilroy est un historien du 30e siècle qui voyage dans le temps.
- Dans le chapitre 16 du roman V. (1963), l'auteur Thomas Pynchon suggère une nouvelle origine au dessin du Kilroy : le filtre passe-bande.
- Dans le roman Mort d'un tatoué (1969) d’Ed McBain, un personnage, Anne Gilroy, propose qu’on se souvienne d’elle en pensant à « Gilroy was here »[8].
- Dans Histoire d'os (1984) de Howard Waldrop, un soldat envoyé dans le passé inscrit « Kilroy was here » sur le flanc d'une boîte qui sera retrouvée par des archéologues.
- Dans La Cité de verre (Trilogie new-yorkaise, 1987) de Paul Auster, le personnage de Daniel Quinn fait une référence à Kilroy. Il se compare lui-même à cette légende alors qu'il se cache derrière un cahier de notes à la même manière que le logo.
- Dans Les Chroniques de l'Armageddon de J. L. Bourne (2013)[9], le personnage, durant son exil, se trouve dans l'obligation d'abandonner son arme à feu HK MP5. Il la dépose dans un frigo ne fonctionnant plus avec un papier où il est inscrit « Kilroy was here », accompagné du petit graffiti.
- William Faulkner mentionne deux fois "Kilroy was here" dans son entretien avec Jean Stein (Writers at Work, interviews from Paris Review).

#### Poème
- Le poète français Daniel Biga a publié Kilroy was here !, un recueil édité par les éditions Saint-Germain-des-Prés en 1972.

### Cinéma
- Dans La Folle Enquête (1948) de King Vidor et Leslie Fenton, un « Kilroy was here » apparaît sur un poteau de la structure sous la scène à côté duquel Henry Fonda joue de la trompette.
- Dans Un tramway nommé Désir (1951) d'Elia Kazan, un « Kilroy was here » apparaît brièvement sur un mur dans la rue, mais sans le logo.
- Dans Une femme qui s'affiche (1954) de George Cukor, un présentateur de télévision dit : « Gladys Glover est une cousine éloignée du célèbre Kilroy ».
- Dans Patton (1970) de Franklin Schaffner, une inscription « Kilroy is here » apparaît sur un camion Mack.
- À la fin de De l'or pour les braves (1970) de Brian G. Hutton, la section du lieutenant Kelly marque sur un mur « Up yours baby » avec un Kilroy pour le capitaine Maitland (en français, « Tu l'as dans l'os »).
- Dans Un camion en or massif (en) (The Alpha Caper, 1973), également connu comme The Inside Job, un thriller policier de Robert Michael Lewis.
- Dans Kilroy Was Here (en) (1983), un court-métrage du groupe Styx réalisé par Brian Gibson et Jerry Kramer, pour leur album du même nom (en).
- Dans Les Évadés (1994) de Frank Darabont, une vague allusion à Kilroy existe : lorsque le personnage de Brooks grave avec son canif « Brooks was here » sur la poutre de sa chambre avant de se suicider par pendaison. Un autre personnage, Red, ajoutera plus tard « So was Red » (« Red aussi »), lorsqu'il quittera l'appartement.
- Dans La Bataille de Tobrouk (2008) de Václav Marhoul, on peut apercevoir le graffiti au sein de la tranchée où se trouvent les soldats tchèques et polonais dans le désert libyen, et une seconde fois à 1 h 24 dans une autre tranchée.
- Dans Rango (2011) de Gore Verbinski, le héros dessine Kilroy dans le ciel étoilé avec un bâton incandescent.
- Dans A Star Is Born (2018) de Bradley Cooper, un « Kilroy was here » avec le logo apparait brièvement sur le biceps droit de l'acteur Bradley Cooper, tout en montrant en arrière-plan le drapeau américain.
- Dans USS Greyhound : La Bataille de l'Atlantique (2020) d'Aaron Schneider, peu après qu'un U-boat est signalé, on jette un œil sur le radar du navire, sur lequel est inscrit le graffiti avec le personnage. C'est un supposé anachronisme, car la bataille de l'Atlantique date de février 1942, bien avant la première apparition du graffiti en 1944 à la bataille de Normandie.
- Le film à sketches américain Killroy Was Here (2022) de Kevin Smith s'inspire du graffiti.

### Séries télévisées
- Dans la série MASH (saison 4 épisode 6), le capitaine Pierce écrit « Kilroy » sur une fenêtre alors que le capitaine Hunnicut est appuyé dessus, comme sur le dessin d'origine.
- Dans la série Doctor Who, épisode « The Invasion » (saison 6 épisode 3, 1968), Patrick Troughton et Frazer Hines ont inscrit « Kilroy was here » lors du tournage de l'épisode. On peut l'apercevoir quand le Docteur et Jamie McCrimmon sont dans le conduit de l'ascenseur.
- Dans la série Chapeau melon et bottes de cuir (deuxième série), épisode Cible ! (saison 7), le graffiti est clairement visible sur un des murs du champ de tir.
- Dans la série Les Sentinelles de l'air, épisode « Le Talent de Parker » (« Vault of Death », épisode 13), un graffiti « Kilroy is here » apparaît sur le mur d’une cellule.
- Dans la série Fringe, épisode « The Bullet That Saved The World » (saison 5 épisode 4), le graffiti apparaît également sur un mur : il désigne l'endroit où Walter a caché des plans.
- Dans le générique de la série Community, les noms des acteurs sont chacun accompagnés d'un petit dessin ; celui de Joel McHale comporte deux personnages similaires à Kilroy, dont le nez représente les deux L du nom de l'acteur.
- Dans la série Les Petits Génies (1983), Kilroy est régulièrement utilisé par le héros Richie Adler comme identifiant et/ou mot de passe. Dans le dernier épisode de la série (no 18), il laisse le fameux dessin avec la mention « Kilroy was here » derrière lui, pour signifier son passage à ses amis qui le recherchent.
- Dans la série Taken, le personnage du hacker s'appelle Kilroy et signe son code informatique par « Kilroy was here. »
- Dans la série The Same Sky (épisode 4, 2017), un graffiti « Kilroy was here » apparaît à la 49e minute sur le mur de Berlin (côté RFA).
- Dans la série Moi, Christane F. (saison 1, épisode 4), on peut lire l'inscription « Kilroy was here » sur une palissade en métal aux alentours de la gare de Berlin Zoologischer Garten.
- Dans la série Sons of Anarchy (saison 2, épisode 13), le graffiti est visible dans les toilettes du tatoueur lorsque Jax élimine Weston.

### Dessins et séries animés
- Dans le dessin animé Voyage organisé (1948) de Chuck Jones, Bugs Bunny découvre l'inscription « Kilroy was here » gravée sur un rocher lunaire.
- Dans plusieurs dessins animés de Tex Avery (Hound Hunters : sur un mur, King-Size Canary : dans une boîte à sardines, etc.), le message « Kilroy was here » apparaît.
- Dans la série Mighty Max (1993-1994), épisode 36 « La Main d'Osiris », Virgil peut lire le graffiti « Killroy was here » sur un mur rempli de hiéroglyphes.
- Dans la série L'Île des défis extrêmes (2008), un graffiti de Kilroy apparaît dans les toilettes où les personnages racontent leur vie passée dans le camp.
- Dans la série Archer (saison 3 épisode 12, 2009), on peut voir le graffiti « Sterling was here » sur le mur (à 2:49 de la fin de l'épisode).
- Dans la série Adventure Time (2010) :
  - saison 5 épisode 16 (Histoire d'âge) : Princesse Chewing-Gum présente le passeport de Finn, dont la signature est ce graffiti [réf. nécessaire];
  - saison 10 épisode 11 : Finn laisse une note avec le dessin dessus (à 2:08 de l'épisode).
- Dans la série Vermin (2018), saison 1 épisode 3, on peut voir le graffiti sur une porte des toilettes.
- Dans l'épisode La Montre paternelle de la série Les Simpson, Bart parodie le graffiti en écrivant « El Barto was here ».

### Bande dessinée et manga
- Dans Prophecy de Tetsuya Tsutsui, le graffiti « Kilroy was here » apparaît plusieurs fois vers la fin de l'histoire (tome 3).
- Dans Drifters de Kōta Hirano, le graffiti « Kilroy was here » apparaît au chapitre 49.
- Dans La Guerre éternelle (tome 3, planche 13A), on lit dans une coursive du vaisseau, salie et graffitée par les soldats morts d'ennui : « Kilroy peed here » (« Kilroy a pissé ici »).
- Dans la série Before Watchmen (en), partie « Minutemen » numéro 4, le graffiti « Killroy was Here » apparaît dans une base militaire américaine au Japon quand le jeune Edward Blake s'y rend.
- Dans 666 (tome 6 planche 32), l'inscription « Kilroy was here » apparaît sur une pierre tombale.
- Dans Calvin & Hobbes, Calvin reproduit le personnage associé à "Kilroy was here" en faisant un bonhomme de neige sur une colline[10].

### Musique
- Dans la chanson Kilroy was here (1967) du groupe The Move figurant sur leur premier album, Move (mars 1968).
- Dans le concept-album Kilroy Was Here (en) (1983) du groupe Styx, qui tourna aussi un court métrage du même nom (en) (1983, comédie musicale de science-fiction) réalisé par Brian Gibson et Jerry Kramer.
- Sur la pochette de l'album Powerslave (1984) du groupe Iron Maiden, on retrouve Kilroy parmi les hiéroglyphes.

### Jeux vidéo
- Dans Brothers in Arms: Hell's Highway, les Kilroy sont présents sous forme d’easter eggs ;
- Dans Call of Duty: WWII, dans le QG multijoueur, une inscripton « Kilroy was here » peut être trouvée en haut du bunker situé au-dessus de l'emplacement du Major Howard, en parcourant un chemin secret pour y accéder ;
- Dans Day of Defeat, on peut sélectionner un tag avec le graffiti représentant le personnage. ;
- Dans Fallout: New Vegas, si le joueur sélectionne le trait « Terres dévastées » au début du jeu, il peut apercevoir le graffiti sur les murs du « Think Tank » dans l'extension Old World Blues ;
- Dans Halo 3, un graffiti de Kilroy apparaît sur un mur du niveau multijoueur « Valhalla » le jour du 11 novembre ;
- Dans OutRun 2019, un panneau publicitaire situé au niveau 3 montre ce graffiti avec une faute, au niveau du nom (Kilroy est écrit « Kilroi ») ;
- Dans Payday 2, dans la mission attaque du fourgon Park, on retrouve le graffiti « Kilroy was here » accompagné de l'inscription « The creature was here » (« La bête était là ») ;
- Dans Please, Don't Touch Anything, le graffiti est visible en éclairant le mur de droite, lors de la fin numéro 10 ;
- Dans Return to Castle Wolfenstein, un graffiti « Kilroy was here » est visible au début de la première mission ;
- Dans la version anglophone pour consoles de Sniper Elite V2 (2012) dont l'action se déroule pendant la Seconde Guerre mondiale, un trophée nommé « Kilroy was here » met le joueur au défi d'atteindre une salle en haut d'une tour sans se faire repérer par les soldats ennemis ;
- Dans Uncharted: Golden Abyss, chapitre 4, on doit retrouver un trésor pour le trophée « Preuve de vie » dans un entrepôt en flammes ; le trésor s'appelle « Kilroy was here » ;
- Dans Vagrant Story, une des salles se nomme Kilroy Was Here (« Où est donc Kilroy » dans la version française) ;
- Dans War Thunder, une inscription « Kilroy was here » peut être gagnée par le joueur.
- Dans Cyberpunk 2077 , une inscription sur un banc qui est en face du resto edgenet, au marché de kabuki.

### Informatique

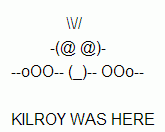
« Kilroy was here » en art ASCII.

De manière anecdotique, de nombreux crackers informatiques ont utilisé Kilroy comme alias lors d'accès sur des sites web nouvellement ouverts, entre autres en mettant sur les bannières de login un « Kilroy was here » pour faire fulminer le gestionnaire système (sysop).